# Japan en het Indisch Nationaal Leger
De samenwerking tussen Japan en de Indische Onafhankelijkheidsbeweging in de Tweede Wereldoorlog kenmerkt zich door de oprichting van het Indisch Nationaal Leger (INA) en belangrijke campagnes, zoals de Imphalcampagne. Wegens een crisis van het INA stelde Japan een van de belangrijkste, nationalistische leiders, Subhas Chandra Bose, aan het hoofd van het INA. Japan had de intentie een 'Azië voor Aziaten' te creëren. Om die reden steunde het de Indische Onafhankelijkheidsbeweging. Japan verloor echter de oorlog.

## Historische achtergrond
Japan, dat te kampen had met overbevolking, stapte in 1941 in de Tweede Wereldoorlog aan de kant van nazi-Duitsland en Italië. Zijn doel was het verkrijgen van grondstoffen en de uitbreiding van het eigen gebied om meer ruimte te geven aan haar eigen bevolking. Japan wou eveneens een 'Azië voor Aziaten' creëren, waarbij alle westerse invloed uit Azië verdreven zou worden. Om dit ideaal te realiseren besloot het land hulp te bieden aan de reeds bestaande onafhankelijkheidsbewegingen. Tijdens de oorlog zouden de Indische, Birmese en Maleisische onafhankelijkheidsgroeperingen van groot belang zijn voor de Japanners. Door deze groeperingen te steunen, konden ze onder meer de macht van de Britten in Brits-Indië verzwakken. Met de bedoeling om het concept van een ‘Nieuw Azië’ te realiseren steunde Japan de strijd voor Indische onafhankelijkheid. Zo had de Japanse Militaire Administratie verschillende Indische nationalistische groepen in Oost-Azië aangespoord een anti-Britse alliantie te vormen. Hieruit werd de ‘Indian Independence League’ (IIL) geboren. Het hoofdkwartier van deze beweging vestigde zich in Singapore, van waaruit het toekeek op het welvaren van de verschillende Indische gemeenschappen in Oost-Azië.

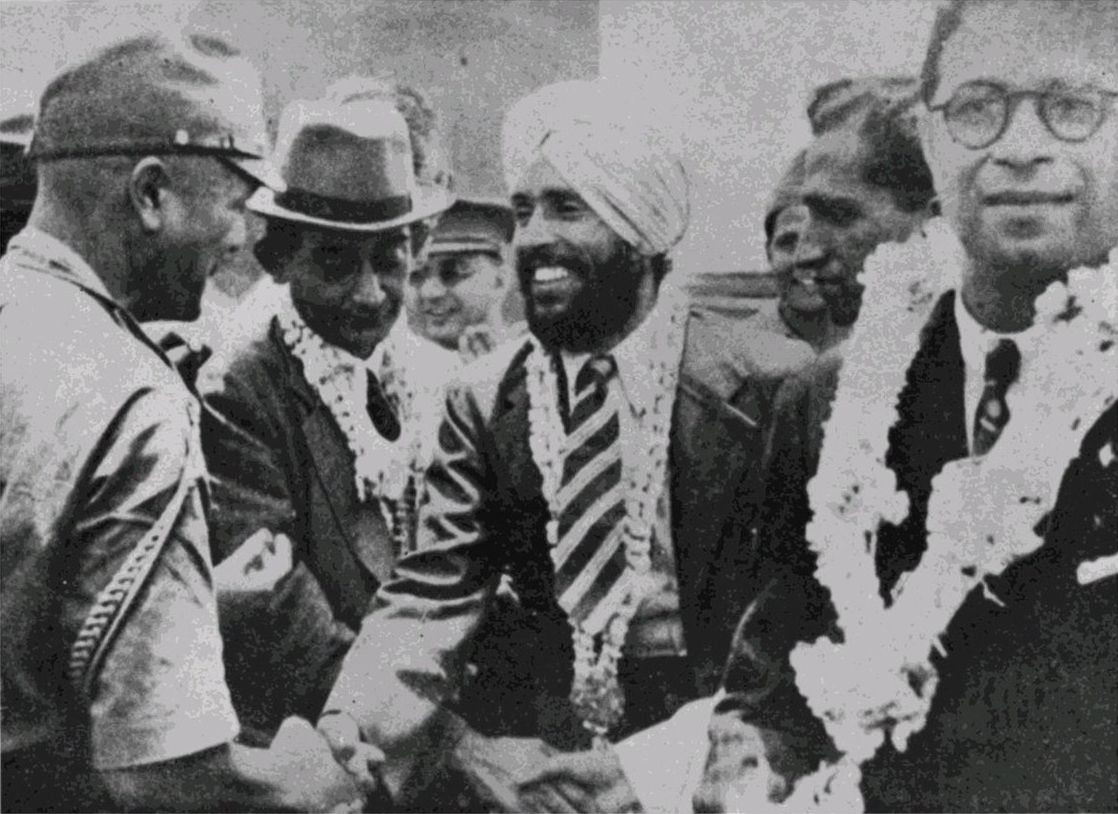
Fujuwara (links) groet Pritam Singh (rechts).

Opdat Japan de banden met de onafhankelijkheidsbewegingen zou kunnen behouden, creëerde Fujiwara Iwaichi, een jonge Japanse majoor, een informatienetwerk dat zich uitstrekte van Thailand tot Maleisië en van Maleisië tot Birma. Op 18 september 1941 gaf de ‘Chief of General Staff’, Sugiyama, de opdracht aan Fujiwara om via deze netwerken de groeperingen in de Maleisische regio te helpen. Meer specifiek bestond zijn opdracht in het behouden van de band met de anti-Britse IIL en de Maleisische en de Chinese onafhankelijkheidsbewegingen.
In Bangkok bevonden zich twee Indische organisaties: de IIL en een ‘Indo-Thai’ organisatie. Fujiwara besloot samen te werken met de IIL. De reden hiervoor was dat de IIL al actief propaganda onder Indische officieren van het Brits-Indische leger verspreidde. De Indo-Thai organisatie daarentegen richtte zich hoofdzakelijk op culturele aspecten en was dus voor Japan van weinig nut.
Fujiwara en de toenmalige leider van de IIL, Pritam Singh, stelden een plan op in het geval een oorlog zou uitbreken. Zodra de oorlog uitbrak, zou de IIL de Indische soldaten in het Brits-Indische leger proberen te bereiken met anti-Britse propaganda. Fujiwara zou de Indische gevangenen beschermen en hen informeren over de bedoelingen van de IIL. Op 1 december 1941 werd een akkoord opgesteld, waarin vermeld werd dat de IIL Fujiwara zou volgen in Zuid-Thailand en Maleisië. Daar zou de IIL de Indische soldaten in het Brits-Indische leger contacteren. Fujiwara zou de Indiërs beschermen. De gevangen Indiërs uit het Brits-Indische leger vormden later het revolutionaire leger, dat streed voor de onafhankelijkheid van India.
Op 8 december 1941 begon de oorlog. Dit ging gepaard met de verrassingsaanval van Japan op Pearl Harbor, de aankomst van de Konoe-Divisie in Bangkok en het ‘Keizerlijk Edict’, dat officieel de oorlog verklaarde.

## 'Indian National Army': INA

### Ontstaan van het eerste INA
De bevrijding van India zou volgens Mohan Singh, een kapitein, die in het 14e Punjab Regiment van het Britse leger had gediend,  slechts slagen, indien de ‘Indian Congress Party' haar goedkeuring gaf. Zonder de goedkeuring zou het gescheiden worden van de hoofdstroom van de Indische politiek. Het congres zou de IIL en zijn rol in de strijd moeten erkennen. Aangezien ‘The Congress Party’ voor ‘nonviolence’ had gekozen, zag het er niet naar uit dat Gandhi en Nehru hen zouden helpen in hun militaire strijd.
Na lange twijfel besloot Mohan Singh een Indisch leger te leiden, dat samen met Japan tegen de Britten zou vechten voor de onafhankelijkheid van India. De belofte van Japan om India te steunen in haar strijd voor onafhankelijkheid zette Mohan Singh aan om een oproep tot de vorming van een eigen leger te lanceren. Dit leger zou de bevrijding van India als doel voor ogen houden. Eind 1941 deed Mohan Singh de Japanse kolonel Fujiwara een voorstel: de Indiërs zouden een leger oprichten van Indische mensen; het Japanse leger zou dat leger met hart en ziel helpen; het Indische leger en de IIL zouden voor de resterende tijd samenwerken; het Japanse leger zou Mohan Singh aanvaarden als de leider van de Indische gevangenen; het Japanse leger zou de Indische gevangen behandelen als vrienden en degenen bevrijden, die wilden aansluiten bij het Indische leger; het Indische leger zou erkend worden als een bevriend leger van het Japanse leger. Verder zou het INA enkel vechten op de Indo-Birmese grenzen en niet op andere fronten in Azië. Mohan Singh vroeg eveneens dezelfde bewapening en uitrusting als het Japanse leger, aangezien ze samen vochten. Op de meeste vragen werd positief gereageerd. Enkel over het erkennen van de gelijkheid van het Japanse leger en het INA werd nooit een consensus bereikt. Een leger, dat de naam ‘Indian National Army’ (INA) droeg, was geboren en de revolutie kon beginnen. Bijna 20 000 soldaten meldden zich spontaan.

### Ontwikkeling en missies
Het INA had een propaganda-eenheid, die voornamelijk bestond uit vrijwilligers. De vrijwilligers, die gekozen werden om tot het propagandateam te behoren, kregen een lezing over de ideologie van onafhankelijkheid, het infiltreren achter de vijandelijke linies en het wegsmokkelen van Indiërs uit het Britse leger. Eenheden van het INA infiltreerden achter de linies van het Brits-Indische leger. INA- en IIL-teams liepen heen en weer door vijandelijk vuur om het maximum aantal Indiërs weg te smokkelen bij de Britten. Het was een succesvolle operatie. Aangespoord door dit succes deed Mohan Singh begin 1942 een plan voor het INA uit de doeken dat bestond uit drie punten, die allemaal werden uitgevoerd: aan het INA zou een gewapende dril gegeven worden; er zou een groot propagandateam getraind worden om de Indiërs in het Brits-Indische leger te overtuigen om zich aan te sluiten bij het INA zodra het Britse leger Singapore zou naderen; propaganda-uitzendingen zouden op de radio van Saigon tot in India te horen zijn.
Naarmate de oorlog vorderde, konden de Japanners hun hoofdkwartier van Ipoh naar Kuala Lumpur verplaatsen, aangezien hun frontlinies steeds verder opschoven richting Singapore. Japan had via luchtaanvallen in Singora, Pattani en Kota Bahru de Britten immers verplicht zich snel terug te trekken.
Inmiddels nam het aantal Indiërs, dat zich had overgegeven, toe tot 2500. Mohan Singh reorganiseerde het INA in vijf bataljons met een kleine reeks officieren. Hij reorganiseerde het INA en leerde het de idealen van de revolutie aan. Op een bepaald moment was de moraal van het INA zo groot dat Mohan Singh besliste dat het tijd was om INA-eenheden in te zetten in de echte strijd en propagandaoperaties. Begin januari 1942 werden twee groepen van elk 100 man met de Konoe Imperial Guards Division meegezonden naar Singapore. Het Britse leger, dat daar zou aankomen, bestond voor 80 procent uit Indiërs. Deze Indiërs waren het doel van de propaganda van de twee compagnieën van het INA.
Het beleid, dat Japan in India voerde, probeerde het INA enkel te gebruiken voor propagandafuncties en voor het aanwakkeren van anti-Britse gevoelens. Het INA bleef echter geen propagandabeweging maar groeide in de Imphalcampagne en in de acties in Birma uit tot een grote gevechtsmacht. Tijdens de Imphalcampagne beschouwde het Japanse leger het INA als guerrilla-eenheden en speciale eenheden, die functies uitvoerden om informatie over de Britten te bekomen. Japan liet uit haar acties blijken dat het enkel geïnteresseerd was in het gebruiken van het INA voor propagandadoeleinden. Generaal Terauchi had toegegeven dat Japan geen grote formaties van het INA aan het front wou. Dit resulteerde in onenigheden tussen Japan en het INA.

### Crisis
Japan stelde, begin maart 1942, het idee voor om het INA de militaire arm van de IIL te maken. Pas in juni 1942 werd dit in Bangkok formeel aangekondigd. Op 15 juni kwamen vertegenwoordigers van de ‘Indian Independence League’ uit heel Azië samen in Bangkok. Gedurende negen dagen discussieerden ze over de organisatie op grote schaal van de onafhankelijkheidsbeweging in Azië, alsook over de samenwerking met Japan. Tegen het einde van de conferentie hadden de vertegenwoordigers enkele besluiten genomen. Een resolutie bestaande uit 34 artikels werd unaniem aanvaard. De IIL werd nu formeel de organisatie in Oost-Azië, die zou streven naar de onafhankelijkheid van India. Het INA werd uitgeroepen tot de militaire arm van de organisatie met aan het hoofd Mohan Singh. Het hoogste gezag van het INA bleef echter bij de ‘Council of Action’ van de IIL.
Rond augustus 1942 wilde Mohan Singh het INA uitbreiden tot 30 000 gewapende soldaten. Hij kreeg, na lang aandringen, de Japanse toestemming om zijn plan uit te voeren. Tegen 1 september was de hele divisie gereorganiseerd. Ze bestond uit drie guerrillabrigades: de Gandhi Brigade, de Nehru Brigade en de Azad Brigade. Daarnaast waren er ook speciale eenheden voor sabotage, propaganda, medische hulp, informatie, versterking, een hospitaal en een school om officieren te trainen. In de veranderingen, die werden doorgevoerd, hadden de Japanners een groot aandeel.
De Indiërs merkten dat de Japanners hen gebruikten en het wantrouwen van de Indiërs ten opzichte van de Japanners nam langzaam toe. Waar vroeger een vriendschappelijke communicatie was geweest tussen Fujiwara  en Mohan Singh, was nu een koele, afstandelijke relatie tussen het INA en de Japanse officieren. Mohan Singh raakte er langzamerhand van overtuigd dat het INA door Japan niet gezien werd als een revolutionair leger maar als een eenheid voor propaganda en spionageprojecten van het Japanse leger. Mohan Singh wantrouwde de Japanners op een bepaald moment zo hevig dat hij informanten inschakelde om de echte intenties van Japan te kunnen doorgronden. Hij kreeg zo bijvoorbeeld informatie over Indiërs, die door de Japanners onafhankelijk getraind werden.
Ook binnen het INA waren er spanningen. De leider van het INA, Mohan Singh, had vroeger gediend in het Brits-Indische leger. Hij was de eerste die Fujiwara ontmoette en het leek Fujiwara een logische beslissing om hem aan het hoofd te zetten van het INA. Na verloop van tijd traden nog andere Indische officieren uit het Brits-Indische leger in dienst van het INA. In het Brits-Indische leger stonden deze officieren boven Mohan Singh. Nu ze onder hem moesten dienen, leverde dit heel wat spanningen op. Ze achtten hem niet sterk genoeg om het INA te leiden.
De verschillen tussen het INA en Japan stapelden zich op. Japan wilde nog steeds geen uitbreiding van het INA. Mohan Singh wilde de overplaatsing van vrijwilligers uit Hongkong en Shanghai naar het INA in Singapore. Enerzijds weigerde Japan dit niet, maar stond het anderzijds ook niet toe. Mohan Singh begreep dat Japan het INA eerder wilde gebruiken als een politiek wapen dan het toe te staan zich te ontplooien tot een sterke militaire kracht. Het INA eiste dat Japan een duidelijke stelling innam. De leiders van het INA wilden zeker weten dat Japan niet van plan was India te onderwerpen. Ze wilden zekerheid dat ze volledige onafhankelijkheid zouden krijgen. Op 4 december 1942 maakte Mohan Singh duidelijk dat, indien er geen akkoord kwam, het INA zich zou terugtrekken. Ze stelden een ultimatum, dat het volgende vermeldde: ze eisten de verzekering van de leider van de Japanse officiers in India, Iwakura, dat de brief met vragen/eisen van de ‘Council’ voor verheldering naar Tokyo zou worden gestuurd; ze vroegen de zekerheid dat die brief beantwoord zou worden voor 1 januari; terwijl ze het antwoord afwachtten, zou het INA geen noemenswaardige actie ondernemen; het INA zou enkel actie uitvoeren om alle extra vrijwilligers  voor het INA en alle ‘Prisoners of War’ (POW’s) onder de controle van het INA te plaatsen; ze zouden zich niet verroeren binnen of buiten het Malaya van de vrijwilligers en van de POW’s, …
De discussies liepen hoog op en de kans op het sluiten van een compromis verdween toen een officier van het INA door Japanners gearresteerd werd. Na hevige meningsverschillen tussen het INA en Japan gaven Mohan Singh en de leiders van het INA in december 1942 de opdracht het ‘Indisch Nationaal Leger’ te ontbinden. Mohan Singh werd ontslagen wegens een poging tot het ontwerpen van een persoonlijk leger. Bijgevolg werd hij gearresteerd en verbannen naar Pulau Ubin. Voor zijn arrestatie had Mohan Singh verschillende stappen ondernomen, met de goedkeuring van de officieren van het INA. Indien hij gearresteerd zou worden, dan zou het INA ontbonden worden. Ook officiële documenten zouden verbrand worden. Dit was het einde van het eerste INA.
Tussen december 1942 en februari 1943 deed Rash Behari Bose pogingen om de IIL en het INA draaiende te houden. Hij slaagde niet in zijn opzet. Het gros van de lIL-leiders nam ontslag en vele INA-soldaten kregen opnieuw de status van krijgsgevangenen. Dit had tot gevolg dat de Japanners meerdere gesprekken hielden met de INA-leiders om de situatie te redden. Hoewel vele officieren van het INA akkoord waren gegaan met de ontbinding van het INA, wilden velen nog verder vechten voor de onafhankelijkheid. Japan maakte duidelijk dat dit niet kon gebeuren zonder hun hulp. Aldus werden plannen voor een tweede INA opgesteld.

### Het tweede INA
Op 15 februari 1943 werd het INA gereorganiseerd en oude posities en functies opnieuw in het leven geroepen. Slechts 8000 man trad opnieuw toe tot het INA. Het duurde echter tot aan de crisis van het eerste INA in 1942 dat Tokyo zich realiseerde dat er een sterkere leider nodig was dan Rash Behari Bose. De IIL had Subhas Chandra Bose gekozen als de nieuwe leider van het tweede INA. Op 4 juli 1943 droeg Rash Behari Bose officieel het leiderschap van de IIL en het gezag over het INA over aan Subhas Chandra Bose. Deze laatste werd gekend onder de Duits geïnspireerde naam Netaji, wat ‘leader’ of ‘Führer’ betekent. Hij wenste zo in het vrije India gekend te zijn.

## Subhas Chandra Bose
Subhas Chandra Bose (1897-1945) was een van de belangrijkste nationalistische leiders in India, die opkwam voor de bevrijding van India. Hij was ervan overtuigd dat de enige manier om India te bevrijden een gewapende strijd was. In 1920 sloot hij zich aan bij de nationalistische beweging. Hij groeide uit tot een populaire en charismatische leider, die meerdere keren door de Britten werd gevangengenomen. Toen hij in 1940 wegens antikoloniale activiteiten werd opgesloten, ging hij in hongerstaking. Daarom kreeg hij van de Britten huisarrest. Vervolgens slaagde Bose erin om naar Duitsland te ontsnappen. Eenmaal hij op 2 april 1942 Berlijn bereikt had, begon hij via radio-uitzendingen te pleiten voor een onafhankelijk India. Begin 1943 richtte Chandra Bose zijn aandacht op de overzeese Indische gemeenschappen in Zuidoost-Azië.
In India probeerde Japan, na de val van het eerste INA, gesprekken te voeren met de voormalige INA-leiders. De bedoeling was om de samenwerking tussen Japanners en Indiërs nieuw leven in te blazen. Het resultaat van deze gesprekken was dat enkel Subhas Chandra Bose het INA en de IIL kon leiden. In januari 1943 nodigden de Japanners hem uit om de Indische nationalistische beweging te leiden. Chandra Bose accepteerde dit aanbod, verliet Duitsland en kwam in mei 1943 aan in Tokyo. Vanuit Tokyo spoorde hij de Indiërs via radio-uitzendingen aan om te strijden voor de onafhankelijkheid van India.
Bose bracht als nieuwe leider met zijn krachtige redevoeringen en zijn charisma nieuw leven in het INA en de IIL. Hierdoor verdubbelde het aantal leden van het INA, dat oorspronkelijk enkel uit krijgsgevangenen bestond. Aangezien nu ook Indische burgers zonder militaire ervaring deel uitmaakten van het leger, richtte Bose de ‘Azad School’ op om hen op te leiden. Hij richtte eveneens een ‘Officer’s Training School’ op. Vele reorganisaties werden doorgevoerd. Zo reorganiseerde hij bijvoorbeeld de IIL met de bedoeling alle Indische krachten in Zuidoost-Azië te verenigen.

## De Imphalcampagne

### Achtergrond
Bose discussieerde met zijn officieren en de Japanse officieren over de rol van het INA in de komende campagne op de Indische grens. Het Indische invasieplan werd de Imphalcampagne genoemd. Er werd beslist dat een deel van het INA getraind en ingezet zou worden in de guerrillaoorlogsvoering. Ze zouden licht bewapend zijn om gemakkelijk te kunnen voortbewegen en te kunnen infiltreren. De Japanse officieren gaven de troepen guerrillatraining en leerden hen het gebruik van musketten, bajonetten en camouflage aan.
Tijdens het India-offensief werd het INA als een bevriend leger onder Japans bevel geplaatst. Men besloot om een  tweede INA-divisie te maken en er werd zelfs gedacht aan een derde. De cadetten voor het INA zouden getraind worden in het ‘War College’ in Tokyo. Japan zou de ex-POW’s financieren en Bose zou de burgerrekruten betalen. Terwijl de tweede divisie georganiseerd en getraind werd, verhuisde Bose in december 1943 het INA van Singapore naar Rangoon. Tegen het einde van april 1944 was Japan volledig verwikkeld in de Imphalcampagne. De campagne verkeerde in moeilijkheden en Japan moest zich terugtrekken uit Imphal.
Inmiddels begonnen de relaties tussen de INA-soldaten en de Japanse soldaten te verzuren. Onder de oorlogscondities in het midden van de moessonjungle, zonder voorraden en met de bedreiging van malariamuggen, was de verdraagzaamheid zo goed als afwezig. Beide kanten beschuldigden elkaar van arrogantie. Vanuit het standpunt van het INA was de samenwerking tussen Japan en het INA een relatie tussen gelijken. Vóór de gevechten van start gingen, erkende Japan het INA als een bevriend leger van het Japanse leger. Het INA was immers een leger geworden van een regering, dat legaal erkend werd in het internationale recht, namelijk het ‘Provisional Government of Azad Hind’. Het standpunt van Japan was anders. Er bleven vooroordelen omdat het INA grotendeels bestond uit voormalige POW’s. Geschillen over ‘trouw' vonden plaats. Voor het INA was de Imphalcampagne immers de strijd met als einddoel de bevrijding van India. Voor Japan daarentegen was de campagne er één om Birma te verdedigen. Campagnes met een hogere prioriteit werden door Japan uitgevochten in de ‘Pacific’ met de constructie van een ‘Asia for Asiatics’ als een hoger doel.
Aangezien de Imphalcampagne ook gedeeltelijk beschouwd werd als een politieke campagne, waren er naast problemen rond de militaire strategie ook andere problemen, die aandacht vereisten. Wat zou de rol van het INA zijn tijdens het bezorgen van een politieke klap aan Brits-India? Op alle niveaus kwam er weerstand tegen de gedachte om het INA als gevechtseenheid in te zetten aan het front. Japan stelde zich vragen omtrent de gevechtseffectiviteit van het INA, over de vooruitzichten om het INA te bevoorraden en over de mogelijke moeilijkheden tussen de Japanse troepen en de troepen van het INA eenmaal ze op Indische bodem zouden zijn aangekomen. Tijdens de discussies, waarin deze problemen besproken werden, benadrukte Japan dat de voornaamste doelen van de campagne het stimuleren van anti-Britse gevoelens en acties onder de Indiërs waren. In deze context zou het INA gebruikt kunnen worden voor informatie, sabotage, bevoorrading, eenmanscellen en guerrillaoorlogsvoering.
Bose stond er op dat de eersten, die voet op Indische bodem zouden zetten, Indische soldaten van het INA zouden zijn en niet de Japanse soldaten. Dit werd geweigerd omdat het de eerste campagne voor het INA was en het een zekere overwinning voor de Japanners moest worden. Het INA was ook te klein en getraind voor guerrillaoorlogsvoering en kon niet gebruikt worden in gewone gevechten. De Japanse troepen zouden initiatief nemen en juist voor het eindelijke succes zou het INA de grens mogen oversteken en als eerste aankomen op Indische bodem.

### Verloop
Op 24 januari 1944 besprak een Japanse kolonel met Netaji de strategie van de campagne en de rol van het INA. Bose overtuigde de Japanners om het INA niet enkel en alleen in spionage en informatie-eenheden, die gebonden zouden zijn aan het Japanse leger, te laten vechten maar ook in eenheden in de grootte van een regiment. Het guerrillaregiment van het INA, het Nehru Regiment (ongeveer 3000 man), zou de eerste INA-eenheid zijn, die in de gewone gevechten mocht strijden. Informatie-eenheden van acht tot tien man zouden aanwezig zijn in elk bataljon (ook in Japanse bataljons) voor informatie, propaganda en ondervraging van de POW’s. Het regiment van het INA moest de Britse aandacht afleiden van het hoofdpunt van de aanval. Shah Nawaz, die aan het hoofd van het regiment stond, was niet akkoord en wilde dat de INA-eenheid geen afleiding zou worden maar een eenheid, die het Japanse leger voor zou gaan naar de stad Tidim en Imphal. Japan stemde toe en Tidim werd veroverd.
Tijdens de gevechten kampte het Nehru Regiment met de hardheid van de gevechten en de problemen van een slechte bevoorrading. Shah Nawaz was ervan overtuigd dat, toen zijn eenheid te kampen had met bevoorradingstekorten in Birma, de Japanners met opzet voor een slechte bevoorrading zorgden. Hierdoor kwam Shah Nawaz voor een dilemma te staan. Hij had twee opties. Ofwel liet hij een grote groep achter bij Haka met het risico op diens uithongering, ofwel liet hij een kleine groep achter met het risico op diens vernietiging door de Britten. Shah Nawaz en zijn officieren kozen de tweede optie.
De Imphalcampagne ging goed gedurende een maand. In de buurt van Imphal werden vijandelijke troepen succesvol omsingeld. Echter, in het midden van april verschoof het evenwicht ten nadele van Japan en het INA. Op 5 maart waren reeds de luchtaanvallen op Birma begonnen. De Britse eenheden werden via luchttransport boven Imphal voorzien van voorraden. Britse versterking kwam eveneens via luchttransport aan in Imphal. Het grootste deel van de eerste divisie van het INA moest zich verzamelen in de Kabaw Vallei voor een invasie in Assam. Dit bevel ging echter niet door en de divisie moest doortrekken naar Dimapur. Door een tekort aan onder andere voorraden en wapens was Japan verplicht een defensieve houding aan te nemen. 

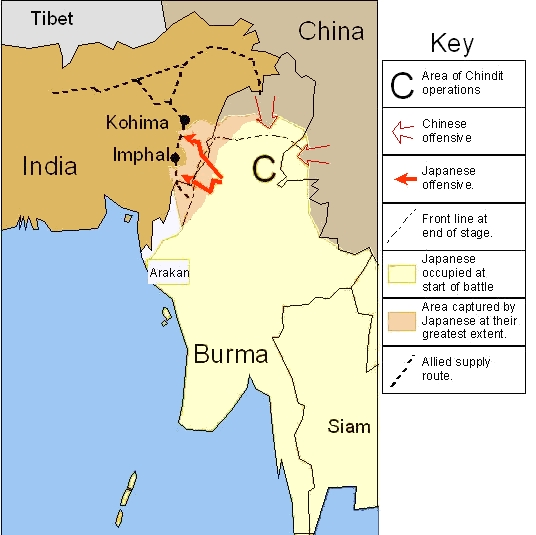
Imphalcampagne

Op 16 mei 1944 kreeg het Nehru Regiment een nieuwe opdracht. Ze moest de 31ste divisie van het Japanse leger ondersteunen bij de Slag om Kohima. Dit was een tocht van 100 mijl van de Chin Hills door de Kabaw Vallei, gevolgd door een aanval op de 10 000 voet lange bergkammen, bewoond door de Naga-stammen. De guerrilla-eenheid had geen veldvoorzieningen en moest steunen op de Japanse voorraden, die zo goed als onbestaande waren. Desondanks was het regiment opgetogen dat ze de mogelijkheid kreeg om voorbij Kohima naar Assam te trekken. Zelfs gehospitaliseerde soldaten meldden zich vrijwilliger. Terwijl de moessonregens toenamen, kwam het Nehru Regiment begin juni aan bij de 31ste divisie. Deze divisie zat al zestig dagen zonder verse voorraden en leefde van gras uit de jungle. Tegen de tijd dat het Nehru Regiment aankwam, was Kohima niet langer verdedigbaar en moest het zich over de bergpassen terugtrekken. Shah Nawaz kreeg het bevel zich verder terug te trekken naar Ukhrul.
In januari 1945 werd de situatie elke dag nijpender. Engelse schepen waren Bengali dicht genaderd en het 28ste leger van Japan had zich dicht bij Rangoon teruggetrokken. Door de druk van de Britten moest het INA zich samen met het 15e leger van Japan terugtrekken naar de rechteroever van de Irrawaddy rivier. De Japanse verdedigingslinie bereikte Mandalay en de vijand trok op naar de Irrawaddy.  De troepen van het INA waren uitgeput maar konden niet rusten. Ze vermeden de wegen en omzeilden huizen uit angst voor ontdekking door Britse scouts. De Britten hadden de Irrawaddy op verschillende plaatsen overgestoken. De overmacht van de Britten zorgde ervoor dat de verdediging van de stad Meiktila hopeloos werd. De vijand deelde met landingen op de kust in de buurt van Birma een klap uit aan de Japanners. Uiteindelijk viel Birma uit de handen van Japan. Het ‘Burmese Independence Army’ (BIA), het onafhankelijkheidsleger in Birma, dat steun had gekregen van Japan, collaboreerde met de Britten. Het had alle geloof in Japan verloren. Dit was een zware klap voor Japan. Het BIA was immers getraind door Japanners en leek veel op het INA. Het BIA voerde een guerrillaoorlog tegen het Japanse leger en verzwakte de bevoorrading ervan tot die helemaal instortte. In april 1945 was Bose genoodzaakt om de Indiërs in Rangoon te evacueren. Het INA-hoofdkwartier werd verhuisd in oostelijke richting als gevolg van de optrekkende Britten.
De Imphalcampagne werd de wervelende verzameling van alle krachten in de Indo-Japanse samenwerking: de dynamiek van de charismatische Bose en de impact ervan op Tokyo, de tegenwerkende, onduidelijke Japanse communicatie aan India over de te volgen strategieën, de gebrekkige, Japanse logistieke organisatie, ...  Het lot van Imphal besliste over de koers van de  samenwerking van Japan met de Indische onafhankelijkheidsbeweging in Zuidoost-Azië. Vanuit Japans standpunt waren de militaire zettingen in Imphal cruciaal in hun plan om het ‘Asia for Asiatics’ te kunnen realiseren. Voor het INA was het de enige echte kans om door de Indische grens te breken en een Indische revolutie aan te wakkeren. Zowel het INA als Japan gebruikten alle beschikbare middelen om Imphal te behouden.
Echter, de situatie werd steeds uitzichtlozer en op 26 juni 1945 riep de Japanner Mutaguchi het offensief/defensief een halt toe. Japanse troepen en troepen van het INA trokken zich allemaal terug. Van de 220 000 Japanse soldaten, die de Imphalcampagne begonnen waren, overleefden er slechts 130 000. Hiervan bleven er slechts 70 000 aan het front tot aan de terugtrekking. Bij het INA werd het aantal overlevenden geschat op een 50 procent.
Na de oorlog werden de officiers van het INA samen met de soldaten in Zuidoost-Azië gerepatrieerd naar India. Meer dan 10 000 soldaten werden tussen mei en oktober 1945 vanuit Rangoon teruggebracht. Pas in maart 1946 was iedereen gerepatrieerd. Velen werden ondervraagd in het ‘Red Fort’. Anderen werden teruggestuurd naar hun regimenten. Nog anderen werden naar rehabilitatiecentra gestuurd voordat ze naar het leger gezonden werden. Hoewel Japan en het INA de oorlog verloren hadden, kwam in India van overal sympathie voor de ‘helden’ van het INA.